# Joan Mundet
Joan Mundet   (Castellar del Vallès, 1956), dibuixant, pintor i il·lustrador català. Conegut especialment a partir de l'any 2000 per les il·lustracions per a les novel·les del Capitán Alatriste d'Arturo Pérez-Reverte i les seves posteriors adaptacions a còmic dels dos primers llibres.

## Biografia
Mundet va iniciar la seva activitat professional l'any 1974 com dibuixant per encàrrec, després d'estudiar Belles Arts a Barcelona. El 1982 guanya el premi Ciudad de Guadalajara de còmic amb Play it again... Sam, basat en un conte de J.R. McCragh i que també es va incloure a la II Exposición de Dibujantes Noveles del programa de Radio 3 Rock comics y otros rollos de RNE. L'any 1983 va publicar la seva primera obra completa a la revista Rambla, col·laborant-hi amb diverses històries fins a l'any 1985. Des de 1986 es dedica principalment a la il·lustració amb algunes col·laboracions en el camp de la historieta, com amb la sèrie d'historietes titulada La colla dels 10 publicada el 1992 a la revista Cavall Fort.
Des de l'any 2000 il·lustra la sèrie de novel·les Les aventures del capità Alatriste de l'escriptor Arturo Pérez-Reverte, en substitució de Carlos Porta. També ha il·lustrat els productes derivats d'aquesta mateixa sèrie de novel·les, com per exemple el joc de rol del capitán Alatriste (2002) i els còmics El capitán Alatriste (2005) i Limpieza de sangre (2008) amb el guionista Carlos Giménez.
Mundet també escriu i dibuixa una novel·la gràfica sobre l'atemptat al metro de Madrid l'11 de març de 2004. 11-M: la novel·la gràfica, publicada el 2009, relata la preparació de l'atac, la detenció i judici dels encausats que recull la sentència feta pública el 31 d'octubre de 2007. Dos anys després, l'any 2011, rep el Premi Nacional de Cultura de Catalunya en la categoria de còmic per Miguel Nuñez. Mil vidas más, del qual és coautor juntament amb Alfons López i Pepe Gálvez.
A partir de l'any 2011, va començar a dibuixar pel mercat italià el popular còmic Dago, la creació del guionista Robin Wood, substituint ocasionalment a Carlos Gómez.
El 2019 realitza la il·lustració per a la coberta de la novel·la “Telefónica” de Ilsa Barea-Kulcsar publicada per Hoja de Lata Editorial.

## Obres
- ¿No es cierto? Rambla Especial V-VI (1984).
- Rock de la bola Rambla 19 (1984).
- City blues Rambla 22 (1985).
- Black & White Rambla 24 (1984).
- Christmas gift Rambla 25 (1984).
- Groupie Rambla 26 (1985).
- El permiso Rambla 27 (1985).
- Trilogia dedicada al Parc Natural de Sant Llorenç del Munt i la Serra de l'Obac: Sílex, Spes i Capablanca.
- Xarxa sèrie de contes infantils.
- Il·lustracions per El oro del rey (2000).
- Il·lustracions per El caballero del jubón amarillo (2003).
- Adaptació al còmic d'El capitán Alatriste amb guió de Carlos Giménez (2005).
- Il·lustracions per Corsarios de Levante (2006).
- Il·lustracions per a España 1936 d'Antonio Catalán (2007).
- Adaptació al còmic de Limpieza de sangre amb guió de Carlos Giménez (2008).
- 11-M: La novela gráfica (2009).
- Miguel Núñez. Mil vidas más amb Alfons López i Pepe Gálvez (2010).